# Scotodrymadusa ebneri
Scotodrymadusa ebneri är en insektsart som beskrevs av Willy Adolf Theodor Ramme 1939. Scotodrymadusa ebneri ingår i släktet Scotodrymadusa och familjen vårtbitare. Inga underarter finns listade i Catalogue of Life.